# イモータルヴァース
イモータルヴァース（Immortal Verse、2008年5月1日 - ）とはアイルランドで生産され、フランスで調教された競走馬である。おもな勝ち鞍は2011年のコロネーションステークス、ジャック・ル・マロワ賞。

## 概要
母サイドオブパラダイスはブリーダーズカップ・マイルなどに勝利したラストタイクーンの半妹であり、フランスのリステッドレース勝ち馬である。父ピヴォタルはナンソープステークスの勝ち馬で、サリスカ（オークス、アイリッシュオークス）などを輩出している。ドーヴィルで行われた1歳馬セールでロバート・コレ調教師に見出され46万ユーロで落札、リチャード・ストローク氏の所有馬として走ることとなる。コレ調教師は前述のラストタイクーンやジャパンカップに勝ったルグロリューなどを手がけている。

### 2010年
ドーヴィル競馬場でのデビュー戦を快勝すると、ロンシャン競馬場で行われる重賞のオマール賞に出走した。わずか4頭立ての競走となったが、ヘルボリンから5馬身離された2着に敗れた。

### 2011年
クラシックを見据えて出走したルーヴル賞では1番人気に推されたものの4着、本番のプール・デッセ・デ・プーリッシュでも11着と精彩を欠いた。しかし、サンドリンガム賞で後方一気をきめて重賞初勝利を飾ると、わずか2週間後に出走したロイヤルアスコット開催のコロネーションステークスでも最後方から追い込んで連勝、G1競走初勝利を成し遂げた。続いて古馬・牡馬との初対戦となるジャック・ル・マロワ賞に出走した。ブリーダーズカップ・マイル3連覇などヨーロッパ調教馬G1最多勝記録を持つゴルディコヴァ、ガネー賞勝ち馬プラントゥール、サンチャリオットステークス2連覇のサプレザなどの強豪が集まっており、イモータルヴァースはそれほど人気を集めてはいなかった。しかし、道中最後方を追走すると残り600メートルから進出を開始し、粘るゴルディコヴァを振り切ってG1競走2連勝を達成した。次走はクイーンエリザベス2世ステークスに出走、道中最後方で進めたが無敗のフランケル、ムーラン・ド・ロンシャン賞勝ち馬のエクセレブレーションにおよばず3着に敗れた。このときイモータルヴァースは蹄を痛めて満足に調教できる状態ではなかったという。その後日本へ遠征し、マイルチャンピオンシップに出走したが7着に終わった。

### 2012年
春シーズンは全休し、7月29日のロートシルト賞で復帰したが5着。連覇がかかったジャック・ル・マロワ賞でも8着に終わる。このレースを最後に現役を引退した。

### 競走成績
| 出走日     | 競馬場       | 競走名                           | 格 | 距離（馬場）    | 着順 | 騎手       | 斤量 | タイム  | 着差      | 1着（2着）馬        |
| ---------- | ------------ | -------------------------------- | -- | --------------- | ---- | ---------- | ---- | ------- | --------- | ------------------- |
| 2010.08.21 | ドーヴィル   | オミー賞                         |    | 芝1300m（GS）   | 1着  | S.マイヨ   | 52.5 | 1.18.5  | 1 1/2馬身 | （Action Chope）    |
| 2010.09.09 | ロンシャン   | オマール賞                       | G3 | 芝1600m（Sft）  | 2着  | C.スミヨン | 55   |         | 5馬身     | Helleborine         |
| 2011.04.04 | ロンシャン   | ルーヴル賞                       |    | 芝1600m（Hy）   | 4着  | C.スミヨン | 57   |         | 1馬身     | Glorious Sight      |
| 2011.05.15 | ロンシャン   | プール・デッセ・デ・プーリッシュ | G1 | 芝1600m（Gd）   | 11着 | C.ルメール | 57   |         | 8 1/4馬身 | Golden Lilac        |
| 2011.06.05 | シャンティイ | サンドリンガム賞                 | G2 | 芝1600m（Sft）  | 1着  | O.ペリエ   | 56   | 1.39.20 | 1/2馬身   | （Mixed Intention） |
| 2011.06.17 | アスコット   | コロネーションS                  | G1 | 芝1600m（GS）   | 1着  | G.モッセ   | 57   | 1.42.75 | 2 1/4馬身 | （Nova Hawk）       |
| 2011.08.15 | ドーヴィル   | ジャック・ル・マロワ賞           | G1 | 芝1600m（GS）   | 1着  | G.モッセ   | 54.5 | 1.38.30 | 1馬身     | （Goldikova）       |
| 2011.10.15 | アスコット   | クイーンエリザベスII世S          | G1 | 芝1600m（Gd）   | 3着  | G.モッセ   | 56   |         | 7 1/2馬身 | Frankel             |
| 2011.11.20 | 京都         | マイルチャンピオンシップ         | GI | 芝1600m（稍重） | 7着  | C.スミヨン | 54   | 1:34.5  | 3 1/2馬身 | エイシンアポロン    |

- 馬場状態： GF=Good to Firm, Gd=Good, GS=Good to Soft, Sft=Soft, Hy=Heavy

## 繁殖入り後
2019年に誕生したテナブリズム(父カラヴァッジオ)が2021年のチェヴァリーパークステークスと2022年のジャンプラ賞を優勝している。

## 血統表
| イモータルヴァース（Immortal Verse）の血統（ヌレイエフ系／Northern Dancer 4×3=18.75%、Special 4×4=12.50%、Nearco 5×5=6.25%（母内）、Lalun 5×5=6.25%（母内）） | イモータルヴァース（Immortal Verse）の血統（ヌレイエフ系／Northern Dancer 4×3=18.75%、Special 4×4=12.50%、Nearco 5×5=6.25%（母内）、Lalun 5×5=6.25%（母内）） | イモータルヴァース（Immortal Verse）の血統（ヌレイエフ系／Northern Dancer 4×3=18.75%、Special 4×4=12.50%、Nearco 5×5=6.25%（母内）、Lalun 5×5=6.25%（母内）） | （血統表の出典）  | （血統表の出典） |
| 父 Pivotal 1993 栗毛 イギリス | 父の父Polar Falcon 1987 鹿毛 アメリカ | Nureyev | Nothern Dancer    | Nothern Dancer   |
| 父 Pivotal 1993 栗毛 イギリス | 父の父Polar Falcon 1987 鹿毛 アメリカ | Nureyev | Special           |                  |
| 父 Pivotal 1993 栗毛 イギリス | 父の父Polar Falcon 1987 鹿毛 アメリカ | Marie d'Argonne | Jefferson         | Jefferson        |
| 父 Pivotal 1993 栗毛 イギリス | 父の父Polar Falcon 1987 鹿毛 アメリカ | Marie d'Argonne | Mohair            |                  |
| 父 Pivotal 1993 栗毛 イギリス | 父の母Fearless Revival 1987 栗毛 イギリス | Cozzene | Caro              | Caro             |
| 父 Pivotal 1993 栗毛 イギリス | 父の母Fearless Revival 1987 栗毛 イギリス | Cozzene | Ride the Trails   |                  |
| 父 Pivotal 1993 栗毛 イギリス | 父の母Fearless Revival 1987 栗毛 イギリス | Stufida | Bustino           | Bustino          |
| 父 Pivotal 1993 栗毛 イギリス | 父の母Fearless Revival 1987 栗毛 イギリス | Stufida | Zerbinetta        |                  |
| 母 Side of Paradise 1998 鹿毛 アイルランド | 母の父Sadler's Wells 1981 鹿毛 アメリカ | Northern Dancer | Nearctic          | Nearctic         |
| 母 Side of Paradise 1998 鹿毛 アイルランド | 母の父Sadler's Wells 1981 鹿毛 アメリカ | Northern Dancer | Natalma           |                  |
| 母 Side of Paradise 1998 鹿毛 アイルランド | 母の父Sadler's Wells 1981 鹿毛 アメリカ | Fairy Bridge | Bold Reason       | Bold Reason      |
| 母 Side of Paradise 1998 鹿毛 アイルランド | 母の父Sadler's Wells 1981 鹿毛 アメリカ | Fairy Bridge | Special           |                  |
| 母 Side of Paradise 1998 鹿毛 アイルランド | 母の母Mill Princess 1977 鹿毛 アイルランド | Mill Reef | Never Bend        | Never Bend       |
| 母 Side of Paradise 1998 鹿毛 アイルランド | 母の母Mill Princess 1977 鹿毛 アイルランド | Mill Reef | Milan Mill        |                  |
| 母 Side of Paradise 1998 鹿毛 アイルランド | 母の母Mill Princess 1977 鹿毛 アイルランド | Irish Lass | Sayajirao         | Sayajirao        |
| 母 Side of Paradise 1998 鹿毛 アイルランド | 母の母Mill Princess 1977 鹿毛 アイルランド | Irish Lass | Scollata F-No.8-c |                  |

## 参考資料
- “Immortal Verse Horse Pedigree” (英語).   Thoroughbred Database. 2011年11月20日閲覧。